# Józef Skrobiński

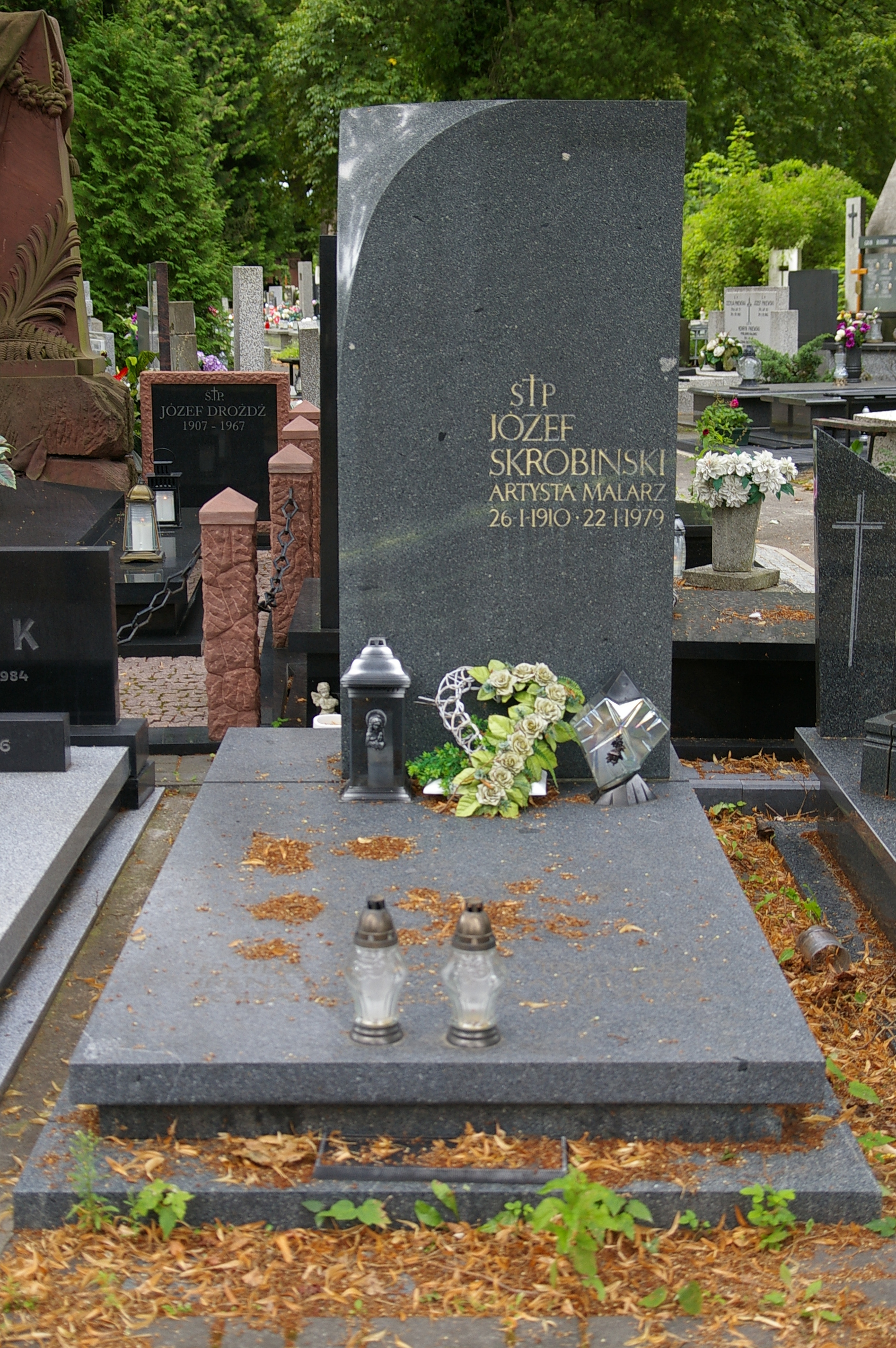
Grób Józefa Skrobińskiego na Starym Cmentarzu w Łodzi

Józef Skrobiński (ur. 26 stycznia 1910 w Wólce koło Mławy (obecnie dzielnica Mławy), zm. 22 stycznia 1979 w Łodzi) – polski malarz i reżyser.

## Życiorys
Józef Skrobiński urodził się 26 stycznia 1910 na Wólce w pobliżu Mławy.
W młodości uczęszczał do gimnazjum im. Stanisława Wyspiańskiego w Mławie. W latach 1930–1934 studiował na Uniwersytecie Warszawskim matematykę (bez uzyskania dyplomu). Podczas studiów, za sprawą znajomości z profesorem Władysławem Witwickim (1878 – 1948) – rozpoczął studiowanie malarstwa i rysunku. Studia te rozwinęły jego zainteresowania sztukami plastycznymi, dając im podstawy teoretyczne.
W latach 1935–1936 pracował w pracowni filmowej „Rysfilm” w Warszawie jako rysownik animator. Od 1937 do wybuchu II wojny światowej pracował jako, grafik w Biurze Regionalnego Planu Zabudowy Okręgu Łódzkiego. Od 1946 związany był zawodowo ze Studiem Filmów Rysunkowych, a następnie z Wytwórnią Filmów Oświatowych. Rozpoczął pracę jako animator, a następnie od 1951 jako reżyser III kategorii samodzielnie realizował filmy. W styczniu 1967 otrzymał tytuł reżysera II kategorii, a w marcu 1975 reżysera I kategorii. Równocześnie z pracą w Wytwórni Filmów Oświatowych poświęca się drugiej pasji – malarstwu.
Po raz pierwszy swą twórczość zaprezentował na I Wystawie ZZPAP w Łodzi. Odtąd regularnie brał udział zarówno w wystawach zbiorowych, jak i indywidualnych w kraju i za granicą. Jego obrazy znajdują się obecnie w zbiorach muzealnych i prywatnych w kraju i za granicą.
W 1971 otrzymał Honorową Odznakę Miasta Łodzi, a w 1979 uhonorowany został Nagrodą Miasta Łodzi za całokształt twórczości artystycznej w dziedzinie malarstwa.
Był członkiem Stowarzyszenia Filmu Naukowego i wiceprzewodniczącym Zarządu Sekcji Filmów Oświatowych przy Stowarzyszeniu Filmowców Polskich. Był również członkiem ZAiKS i ZPAP.
Zmarł 22 stycznia 1979 i pochowany został na cmentarzu rzymskokatolickim św. Józefa w Łodzi przy ul. Ogrodowej 39 (Starym Cmentarzu w Łodzi).

## Twórczość malarska

### Styl
Twórczość malarska Józefa Skrobińskiego łączona jest z tzw. łódzką szkołą realistów. Tworzyli ją m.in.: Wiesław Garboliński, Jerzy Krawczyk, Barbara Szajdzińska – Krawczyk, Benon Liberski i Leszek Rózga. Łódzka szkoła realistów była częścią szerszej inicjatywy artystycznej – Grupy Realistów. Inicjatorami Grupy Realistów byli Juliusz i Helena Krajewscy. Celem inicjatywy było stworzenie swoistej przeciwwagi w stosunku do sztuki abstrakcyjnej i podkreślenie znaczenia sztuki figuratywnej. Należy podkreślić, że pojęcie „łódzka szkoła realistów” nie oznaczało odrębnej grupy programowej czy też „szkoły malarskiej”. Była to grupa artystów wystawiających razem, zaś surowy klimat łódzkiej architektury będący tematem wielu wczesnych obrazów członków grupy spowodował, że malarstwo tych artystów, szczególnie w pierwszym okresie, wyraźnie wyróżniało się na tle innych malarzy realistów.
Z całej grupy – Józef Skrobiński pozostał do końca wierny realizmowi, choć i u niego wyróżniamy różne okresy twórczości, a nawet pojedyncze przykłady malarstwa abstrakcyjnego.
Pierwszą wystawą, w której uczestniczy Józef Skrobiński jest I Wystawa ZZPAP w roku 1945 (początkowo był to ZZPAP – Związek Zawodowy Polskich Artystów Plastyków, przekształcony w 1949 w ZPAP). Skrobiński regularnie bierze udział w Wystawach Malarzy Realistów począwszy od pierwszej wystawy w 1962 roku aż do XI wystawy – „W kręgu realizmu” realizowanych w warszawskiej Galerii Zachęta.

### Tematyka
Artysta używał różnych technik malarskich. Szerokiej publiczności znane są obrazy olejne i akwarele.
W przypadku akwarel artysta tworzył całe grupy obrazów w tej technice, których tematem były: Łódź i okolice, Ziemia Kłodzka, Gdańsk i okolice, Mazury, Kazimierz, Wólka, Sulejów, Wieluń, Bełchatów. Na uwagę zasługują również akwarele z byłej Jugosławii, Węgier i Bułgarii (Soczi). Zbiory akwarel związane z Gdańskiem i Ziemią Kłodzką znajdują się w zbiorach muzeów w Kłodzku (10 akwarel) i Gdańsku (65 akwarel). Cechą charakterystyczną akwarel Józefa Skrobińskiego są nasycone światło oraz żywe kolory niespotykane u innych akwarelistów.
Obrazy malowane techniką olejną ewoluowały jeśli chodzi o formę i tematykę przez ponad 30 lat twórczości artystycznej. Początkowo miały charakter typowo realistyczny, a faktura obrazu była gruba. Z czasem artysta zaczął stosować charakterystyczny dla siebie ciemny kontur. Oddzielną kategorię stanowią obrazy bezkonturowe, niejednokrotnie malowane płaszczyznami, o frywolnej, często humorystycznej tematyce. Prawdopodobnie obrazy z tej grupy stanowiły nawiązanie do doświadczeń reżyserskich w animacji.
Szerokiej publiczności najlepiej znane są pejzaże z Łodzi i okolic, będące często wizytówką twórczości Skrobińskiego. W łódzkim środowisku artystycznym Skrobiński nazywany był „łódzkim Utrillo”. Początkowo są to łódzkie weduty, tworzone z zachowaniem wierności detali, często malowane z dalszej perspektywy. Stopniowo artysta odchodzi od „typograficznych” pejzaży na rzecz widoków starych fabryk, zaułków czy uliczek. Obrazy te malowane są w sposób uproszczony, oszczędniej jeśli chodzi o szczegóły – artyście chodzi bowiem nie o wierne oddanie szczegółów, ale o oddanie atmosfery łódzkich przedmieść i zaułków. Wydaje się, że obrazy te malowane są z pamięci, dominują spokojne często przygaszone i „brudne” barwy oddające klimat portretowanego miasta. Perspektywa tych obrazów również jest inna, niższa i bliższa.
Na przełomie lat 60. i 70. szerzej pojawia się tematyka związana z egzystencją człowieka i problematyką społeczną. Obrazy z tej grupy tematycznej są malowane z reguły na dużym formacie. Stylistycznie charakteryzują się nieco przygaszonymi barwami, charakterystycznym ciemnym konturem i często lekką deformacją (wydłużenie postaci i budynków).
Józef Skrobiński był również autorem kilku obrazów o tematyce czysto religijnej.
Najmniej ciekawą grupę obrazów stanowią prace malowane na oficjalne wystawy związane z: Ludowym Wojskiem Polskim, ruchem robotniczym, okupacją i martyrologią narodu polskiego, choć i w tej kategorii można znaleźć interesujące prace.

### Wybrane wystawy
| Rok       | Wystawa                                                                                  | Miejsce                       |
| --------- | ---------------------------------------------------------------------------------------- | ----------------------------- |
| 1945–1978 | Doroczne Wystawy Okręgowe ZZPAP i ZPAP                                                   | Łódź                          |
| 1946      | II Salon Zimowy                                                                          | Radom                         |
| 1952      | II Ogólnopolska Wystawa Plastyki                                                         | Warszawa                      |
| 1953      | III Ogólnopolska Wystawa Plastyki                                                        | Warszawa                      |
| 1958      | Indywidualna Wystawa Malarstwa                                                           | Łódź                          |
| 1958      | Wystawa Malarstwa Członków ZPAP                                                          | Łódź i Słupsk                 |
| 1959      | Indywidualna Wystawa Malarstwa                                                           | Łódź                          |
| 1959      | Wystawa „Ziemia łódzka w plastyce”                                                       | Łódź                          |
| 1960      | Indywidualna Wystawa Malarstwa                                                           | Łódź                          |
| 1961      | Wystawa Malarstwa „Polskie Dzieło Plastyczne w XV-lecie PRL”                             | Warszawa                      |
| 1962      | I Festiwal Polskiego Malarstwa Współczesnego                                             | Szczecin                      |
| 1962      | Martyrologia i Walka Narodu Polskiego 1939 – 1945                                        | Lublin                        |
| 1962      | Wystawa Prac 25 Malarzy Realistów                                                        | Warszawa                      |
| 1962      | Wystawa Malarstwa i Grafiki Okręgu łódzkiego ZPAP                                        | Warszawa                      |
| 1962      | Pokonkursowa Wystawa pt. „Łódź w malarstwie”                                             | Łódź                          |
| 1963      | Wystawa pt. „Cztery konkursy”                                                            | Łódź                          |
| 1963      | Ogólnopolska wystawa „XV-lecie Ludowego Wojska Polskiego w Twórczości Plastycznej”       | Warszawa                      |
| 1963      | IV Ogólnopolska Wystawa Marynistyczna                                                    | Warszawa                      |
| 1963      | 1-Maja Wystawa Malarstwa, Grafiki, Rzeźby                                                | Łódź                          |
| 1963      | Wystawa Prac 30 Malarzy Realistów                                                        | Warszawa, Sopot               |
| 1964      | Wystawa Pokonkursowa Konkursu Okręgu Łódzkiego ZPAP w Łodzi na obraz sztalugowy          | Łódź                          |
| 1964      | II Festiwal Malarstwa Współczesnego                                                      | Szczecin                      |
| 1964      | Ogólnopolska Wystawa Marynistyczna                                                       | Warszawa                      |
| 1965      | III Wystawa Prac 30 Malarzy Realistów                                                    | Warszawa                      |
| 1965      | Wystawa Malarstwa „20 lat PRL w Twórczości Plastycznej”                                  | Warszawa                      |
| 1965      | Wystawa „XX – lecia Polski Ludowej w Plastyce”                                           | Łódź                          |
| 1965      | Indywidualna Wystawa Akwarel                                                             | Działoszyn                    |
| 1966      | IV Wystawa Prac Malarzy Realistów                                                        | Warszawa                      |
| 1966      | Ogólnopolska Wystawa pt. „Temat muzyczny w polskiej sztuce współczesnej”                 | Bydgoszcz                     |
| 1966      | Wystawa Współczesnego Malarstwa Polskiego                                                | Moskwa                        |
| 1966      | Współczesne Malarstwo Polskie                                                            | Bukareszt                     |
| 1967      | Indywidualna Wystawa Szkiców z Jugosławii                                                | Łódź, Zgierz, Aleksandrów     |
| 1967      | V Wystawa Prac Malarzy Realistów                                                         | Warszawa                      |
| 1967      | Wystawa pokonkursowa „Człowiek i praca w Polsce Ludowej”                                 | Warszawa                      |
| 1967      | Wystawa Malarstwa i Grafiki poświęcona 50 rocznicy Rewolucji Październikowej             | Warszawa                      |
| 1968      | VI Wystawa Prac Malarzy Realistów                                                        | Warszawa                      |
| 1969      | III Biennale Sztuki Państw Nadbałtyckich                                                 | Rostock                       |
| 1969      | „Człowiek i Praca w Polsce Ludowej” – rzeźba, malarstwo, grafika                         | Warszawa                      |
| 1969      | Temat muzyczny we współczesnym malarstwie i grafice krajów Europy Środkowej i Wschodniej | Bydgoszcz, Toruń, Grudziądz   |
| 1970      | V Jubileuszowy Festiwal Polskiego Malarstwa Współczesnego                                | Szczecin                      |
| 1970      | VIII Wystawa Prac Malarzy Realistów                                                      | Warszawa                      |
| 1970      | Wystawa Malarstwa Batalistycznego Okręgu Łódzkiego ZPAP                                  | Warszawa                      |
| 1971      | Wystawa Malarstwa Grupy Realistów                                                        | Dania: Vallekilde, Roskole    |
| 1971      | Ogólnopolska wystawa malarstwa, rzeźby i grafiki „Portret człowieka”                     | Warszawa                      |
| 1972      | IX Wystawa Prac Malarzy Realistów                                                        | Warszawa                      |
| 1972      | VI Festiwal Malarstwa Współczesnego                                                      | Szczecin                      |
| 1972      | Wystawa Malarstwa, Grafiki i Rzeźby Okręgu Łódzkiego ZPAP                                | Lipsk                         |
| 1972      | Ogólnopolska Wystawa Plastyki „Przeciw wojnie”                                           | Lublin                        |
| 1972      | Ogólnopolska Wystawa Malarstwa „Kopernik – Kosmos”                                       | Toruń                         |
| 1972      | Międzynarodowa Wystawa Malarstwa                                                         | Koszyce                       |
| 1973      | Ogólnopolska Wystawa „30 lat Ludowego Wojska Polskiego w twórczości plastycznej”         | Warszawa                      |
| 1973      | Wystawa malarstwa i grafiki z okazji 550-ej Rocznicy Nadania Praw Miejskich Łodzi        | Łódź                          |
| 1974      | Tendencje w Sztuce Łódzkiej – Panorama 30-lecia PRL                                      | Łódź, Ziemia łódzka, Warszawa |
| 1974      | Współczesna Sztuka Polska Zaangażowana Politycznie i Społecznie                          | Łódź                          |
| 1975      | Ogólnopolska Wystawa „Przeciw wojnie”                                                    | Lublin                        |
| 1975      | 30 Rocznica Zwycięstwa nad Faszyzmem w Twórczości Plastycznej                            | Warszawa, Budapeszt           |
| 1976      | Pokonkursowa Wystawa Malarstwa „Pejzaż łódzki”                                           | Łódź                          |
| 1976      | VI Festiwal Sztuk Pięknych                                                               | Warszawa                      |
| 1976      | Jubileuszowa Wystawa Malarstwa                                                           | Łódź                          |
| 1976      | Wystawa „W kręgu realizmu”                                                               | Warszawa                      |
| 1977      | Indywidualna Wystawa Malarstwa i Rysunku                                                 | Sieradz, Toruń                |
| 1977      | Pokonkursowa Wystawa Malarstwa „Pejzaż łódzki”                                           | Łódź                          |
| 1977      | Ogólnopolska Wystawa „Tematy muzyczne w plastyce”                                        | Wrocław                       |
| 1978      | Ogólnopolska Wystawa na tematy wojskowe                                                  | Warszawa                      |
| 1979      | Ogólnopolska Wystawa Malarstwa pt. „Dziecko w malarstwie”                                | Warszawa                      |
| 1979      | Wystawa „Łódzka Szkoła Realizmu”                                                         | Londyn                        |
| 1980      | Dziecko – Kulisy zbrodni II Wojny Światowej                                              | Warszawa                      |
| 1980      | Indywidualna Wystawa Malarstwa                                                           | Łódź                          |

### Nagrody i wyróżnienia w dziedzinie malarstwa
- 1961 – Okręgowy Konkurs pt. „Łódź w malarstwie” – III nagroda
- 1962 – Okręgowy Konkurs na obraz sztalugowy, Łódź – II nagroda
- 1964 – Okręgowy Konkurs na obraz sztalugowy, Łódź – III nagroda
- 1965
  - Okręgowy Konkurs na obraz sztalugowy i grafikę pt. „Człowiek współczesny”, Łódź – wyróżnienie
  - Ogólnopolska Wystawa pt. „20 lat PRL w Twórczości Plastycznej”, Warszawa – nagroda Ministra Kultury i Sztuki
- 1967
  - Okręgowy Konkurs na obraz sztalugowy pt. „50 lat Wielkiej Socjalistycznej Rewolucji Październikowej”, Łódź – II nagroda, wyróżnienie
  - Ogólnopolski Konkurs pt. „Człowiek i praca w Polsce Ludowej”, Warszawa – wyróżnienie
- 1969 – Ogólnopolski Konkurs pt. „Człowiek i praca w Polsce Ludowej”, Warszawa – wyróżnienie
- 1971 – Okręgowy Konkurs na obraz, Łódź – wyróżnienie
- 1975 – Ogólnopolska Wystawa Plastyki „Przeciw wojnie”, Lublin – nagroda w dziale malarstwa
- 1976
  - Okręgowy Konkurs pt. „Pejzaż łódzki”, Łódź – II nagroda
  - VI Festiwal Sztuk Pięknych, Warszawa – nagroda w dziale malarstwa
- 1977 – Okręgowy Konkurs pt. „Pejzaż łódzki”, Łódź – nagroda Prezydenta Miasta Łodzi, oraz wyróżnienie Muzeum Historii Miasta Łodzi
- 1979
  - Nagroda Miasta Łodzi – za całokształt twórczości artystycznej w dziedzinie malarstwa
  - Ogólnopolska Wystawa „Dziecko w malarstwie” – wyróżnienie honorowe

### Muzea i galerie, mające w zbiorach obrazy Józefa Skrobińskiego
- Muzeum Tradycji Niepodległościowych w Łodzi (dawne Muzeum Historii Ruchu Rewolucyjnego)
- Muzeum Miasta Łodzi
- Muzeum Archidiecezji Łódzkiej
- Muzeum Narodowe w Szczecinie
- Pomorskie Muzeum Wojskowe w Bydgoszczy
- Muzeum Okręgowe w Toruniu
- Muzeum Pomorza Środkowego w Słupsku
- Muzeum Śląskie – Katowice
- Państwowe Muzeum na Majdanku
- Muzeum Wojska Polskiego w Warszawie
- Muzeum Niepodległości w Warszawie
- Muzeum Historyczne Miasta Gdańska – Dział Sztuki, Gabinet Rycin (akwarele)
- Muzeum Ziemi Kłodzkiej (akwarele)
- Muzeum Zamoyskich w Kozłówce, Galeria Sztuki Socrealizmu (rysunek)
- Miejska Galeria Sztuki w Łodzi (dawne Biuro Wystaw Artystycznych w Łodzi)
- Biuro Wystaw Artystycznych w Sieradzu
- Biuro Wystaw Artystycznych w Bydgoszczy
- Zespół Państwowych Szkół Plastycznych im. T. Makowskiego w Łodzi

## Twórczość filmowa
Tematyka filmowa w większości obejmuje filmy oświatowe z zakresu: matematyki, fizyki i astronomii.
Filmy w dużej mierze oparte były na rysunkach, animacjach i trikach autorstwa Józefa Skrobińskiego. W niektórych przypadkach (film: Kwark – budowa materii. Jedna z hipotez) są to tematy związane z najnowszymi odkryciami współczesnej twórcom fizyki (hipoteza kwarków wysunięta w 1964 roku, film z 1970). Na uwagę zasługuje fakt, że w wielu filmach Józef Skrobiński umiejętnie łączył zagadnienia z nauk ścisłych z przykładami zastosowania jej w sztuce i ornamentyce (cykl filmów dydaktycznych o rzutach i symetrii). Z całej twórczości wyróżnia się film z 1959 roku – Magazyn osobliwy – novum w produkcji WFO (film rysunkowy), niebędący ani filmem naukowo-dydaktycznym ani typowym filmem dla dzieci.
W dorobku reżysera są również pojedyncze filmy rysunkowe dla dzieci.
W opracowaniu „Historia Filmu Polskiego” przy okazji omawiana filmów oświatowych i dydaktycznych znajdują się liczne pozytywne odwołania do twórczości Józefa Skrobińskiego.

### Udział w festiwalach
Filmy reżyserowane lub realizowane przez Józefa Skrobińskiego prezentowane były na licznych festiwalach filmów naukowo-dydaktycznych w kraju i za granicą, jak np.:
- XIV Międzynarodowy Festiwal Filmów Naukowo-Dydaktycznych; Padwa 1970 – „Kwark – budowa materii. Jedna z hipotez”
- XI Międzynarodowy Przegląd Filmów Naukowo–Technicznych „Techfilm 73”; Pardubice 1973 – „Granice fantazji”
- Międzynarodowy Festiwal Filmów Oświatowych i Dydaktycznych; Lazio 1974 – „Granice fantazji”
- XVII Międzynarodowy Festiwal Filmów Naukowo-Dydaktycznych; Padwa 1973 – „Śladami myśli Kopernika”

### Filmografia
| Rok  | Tytuł filmu | Wkład Skrobińskiego                | Realizacja                         |
| ---- | --- | ---------------------------------- | ---------------------------------- |
| 1976 | Jeden, dwa, trzy – film prezentujący różne systemy zapisu liczb od czasów sumeryjskich aż po system dwójkowy,         | Reżyseria, Scenariusz              | Wytwórnia Filmów Oświatowych – WFO |
| 1975 | Pole i ładunki | Tricki                             | WFO                                |
| 1974 | W poszukiwaniu źródeł energii                                                                                         | Realizacja, Scenariusz             | WFO                                |
| 1974 | Energia jądrowa | Realizacja, Scenariusz             | WFO                                |
| 1974 | Energia | Realizacja, Scenariusz             | WFO                                |
| 1973 | Śladami myśli Kopernika                                                                                               | Realizacja, Scenariusz             | WFO                                |
| 1972 | Granice fantazji | Reżyseria, Scenariusz, Komentarz   | WFO                                |
| 1970 | Zapalenie wysiękowe                                                                                                   | Reżyseria, Scenariusz              | WFO                                |
| 1970 | Rakieta – środek napędowy statków kosmicznych                                                                         | Reżyseria, Scenariusz              | WFO                                |
| 1970 | Materia i antymateria                                                                                                 | Reżyseria, Scenariusz              | WFO                                |
| 1970 | Kwark – budowa materii. Jedna z hipotez                                                                               | Reżyseria, Scenariusz              | WFO                                |
| 1970 | Cztery warianty wyprawy na księżyc                                                                                    | Realizacja, Scenariusz             | WFO                                |
| 1969 | W kierunku księżyca                                                                                                   | Realizacja, Scenariusz             | WFO                                |
| 1969 | Rzuty brył | Reżyseria, Scenariusz              | WFO                                |
| 1969 | Droga na Wenus | Reżyseria, Scenariusz              | WFO                                |
| 1968 | Sonda V | Reżyseria, Scenariusz, Zdjęcia     | WFO                                |
| 1968 | Laser – światło XX wieku                                                                                              | Animacja, Rysunki                  | WFO                                |
| 1967 | Rzuty punktu | Reżyseria, Scenariusz              | WFO                                |
| 1967 | Rzuty odcinka | Reżyseria, Scenariusz              | WFO                                |
| 1967 | Rzuty figur płaskich                                                                                                  | Reżyseria, Scenariusz              | WFO                                |
| 1966 | Przesunięcie równoległe – film pokazuje również zastosowanie symetrii osiowej w sztuce,                               | Reżyseria, Scenariusz              | WFO                                |
| 1966 | Jednokładność | Reżyseria, Scenariusz              | WFO                                |
| 1965 | Powódź w serialu Zaczarowany ołówek                                                                                   | Realizacja                         | Se-Ma-For                          |
| 1965 | Symetria środkowa i obrót – film pokazuje również zastosowanie symetrii osiowej w ornamentyce i sztuce                | Reżyseria, Scenariusz, Zdjęcia     | WFO                                |
| 1965 | Symetria osiowa – film pokazuje również zastosowanie symetrii osiowej w ornamentyce i sztuce                          | Reżyseria, Scenariusz              | WFO                                |
| 1965 | Pojęcie przekształcenia geometrycznego                                                                                | Reżyseria, Scenariusz              | WFO                                |
| 1964 | Spotkanie z kolorem                                                                                                   | Reżyseria, Scenariusz              | WFO                                |
| 1964 | Półprzewodniki | Reżyseria, Scenariusz              | WFO                                |
| 1964 | Barwy w przyrodzie | Reżyseria, Scenariusz              | WFO                                |
| 1963 | Zaloty – film rysunkowy                                                                                               | Reżyseria, Scenariusz, Scenografia | Se-Ma-For                          |
| 1963 | Na jagody – film rysunkowy, adaptacja utworu Marii Konopnickiej                                                       | Reżyseria                          | WFO                                |
| 1962 | Śląska ballada – baśń filmowa,                                                                                        | Reżyseria                          | Se-Ma-For                          |
| 1962 | Sztuczne planety i księżyce                                                                                           | Reżyseria                          | WFO                                |
| 1962 | O ruchach planet i księżyców                                                                                          | Reżyseria, Scenariusz              | WFO                                |
| 1960 | Romanse – dwie nowele, których tematem przewodnim jest miłość                                                         | Reżyseria, Scenariusz, Scenografia | Se-Ma-For                          |
| 1960 | Funkcje trygonometryczne                                                                                              | Reżyseria, Scenariusz              | WFO                                |
| 1959 | Wędrówki atomów | Reżyseria                          | WFO                                |
| 1959 | Polaryzacja światła                                                                                                   | Reżyseria, Scenariusz              | WFO                                |
| 1959 | Dwójłomność kryształów i skręcanie płaszczyzny polaryzacji światła                                                    | Reżyseria, Scenariusz              | WFO                                |
| 1959 | Magazyn osobliwy – żartobliwy film o kobiecych przywarach, każdy z tematów skomentowany przez fraszkę J. Sztaudyngera | Reżyseria, Scenariusz              | WFO                                |
| 1959 | Grunwald – rok 1410. Zakon Krzyżacki napada na Polskę                                                                 | Tricki                             | WFO                                |
| 1958 | Koniec czy początek                                                                                                   | Zdjęcia kombinowane                | Wytwórnia Filmów Dokumentalnych    |
| 1958 | Chłodnictwo absorbcyjne                                                                                               | Reżyseria                          | WFO                                |
| 1957 | Silnik elektryczny | Reżyseria                          | WFO                                |
| 1957 | Chłodnictwo | Reżyseria                          | WFO                                |
| 1955 | Życie gwiazd | Reżyseria                          | WFO                                |